# Lenkimai
Lenkimai är en ort i Klaipėda län i västra Litauen. Enligt folkräkningen från 2011 har staden ett invånarantal på 647 personer.